# Phurbu Dhondup
Phurbu Dhondup (hoặc Purpu Tonchup, chữ Tạng: ཕུར་བུ་དོན་གྲུབ་; chuyển tự: Phur bu don grub; tiếng Trung giản thể: 普布顿珠; Hán-Việt: Phổ Bố Đốn Châu, sinh tháng 11 năm 1972, người Tạng) là chính trị gia nước Cộng hòa Nhân dân Trung Hoa. Ông là Ủy viên dự khuyết Ủy ban Trung ương Đảng Cộng sản Trung Quốc khóa XX, hiện là Thường vụ Khu ủy, Bí thư Thành ủy Lhasa. Ông từng là Phó Chủ tịch Tây Tạng.
Phurbu Dhondup là đảng viên Đảng Cộng sản Trung Quốc, học vị Cử nhân Tạng văn, MBA. Ông có sự nghiệp đều công tác ở quê nhà Tây Tạng, khắp các đơn vị địa phương của khu tự trị này.

## Xuất thân và giáo dục
Phurbu Dhondup sinh vào tháng 11 năm 1972 trong một gia đình người Tạng tại huyện Gyangzê, nay thuộc địa khu Xigazê, khu tự trị Tây Tạng, Cộng hòa Nhân dân Trung Hoa. Ông lớn lên và tốt nghiệp phổ thông ở Gyangzê, thi cao khảo vào năm 1991 và đỗ Đại học Tây Tạng, lên thủ phủ Lhasa nhập học hệ Tạng văn từ tháng 9 cùng năm, tốt nghiệp cử nhân chuyên ngành ngôn ngữ và văn học Tây Tạng vào tháng 7 năm 1996. Khi là sinh viên, ông hoạt động đoàn và được bầu là Chủ tịch Liên đoàn Sinh viên Tây Tạng, Phó Chủ tịch Liên đoàn Sinh viên Toàn quốc Trung Hoa nhiệm kỳ từ tháng 7 năm 1995 đến tháng 7 năm 1996. Từ tháng 9 năm 2003 đến tháng 7 năm 2006, ông theo học chương trình cao học ở Học viện Quản lý công thương Tứ Xuyên thuộc Đại học Tứ Xuyên, nhận bằng MBA. Phurbu Dhondup được kết nạp Đảng Cộng sản Trung Quốc vào tháng 1 năm 1996 khi là sinh viên năm cuối trường Tây Tạng, ông từng tham gia khóa học nhất ban cán bộ trung, thanh niên khóa 45 từ tháng 9 năm 2018 đến tháng 1 năm 2019 ở Trường Đảng Trung ương Đảng Cộng sản Trung Quốc.

## Sự nghiệp

### Các giai đoạn
Tháng 7 năm 1996, sau khi tốt nghiệp Đại học Tây Tạng, Phurbu Dhondup được Đảng ủy khu tự trị Tây Tạng nhận vào làm cán bộ ngạch khoa viên của Phòng Tổ chức thuộc Bộ Tổ chức khu ủy. Giai đoạn này ông được điều về huyện Maizhokunggar, xuống hương Đường Gia để tham gia khóa huấn luyện địa phương về vấn đề xóa đói giảm nghèo từ tháng 3 năm 1998, sau đó 1 năm thì trở lại và nâng ngạch phó chủ nhiệm khoa viên. Vào cuối năm 2000, ông tiếp tục được nâng ngạch lên chủ nhiệm khoa viên, xoay quanh việc công tác ở khu ủy thì còn được phân công hoạt động cở đơn vị cơ sở với vị trí Phó Bí thư Hương ủy Đường Gia cho đến cuối năm 2001. Tháng 8 năm 2002, ông được điều tới huyện Sangri của địa khu Sơn Nam, giữ chức Phó Huyện trưởng, được bầu vào Ủy ban Thường vụ Huyện ủy từ tháng 7 năm sau, tiếp tục thêm nhiệm vụ là Phó Bí thư Huyện ủy, rồi Huyện trưởng từ tháng 2 năm 2005 và giữ vị trí này 5 năm. Ông cũng từng được điều lên Bộ Tổ chức Trung ương Đảng Cộng sản Trung Quốc để công tác với vị trí Trợ lý Chủ nhiệm Văn phòng Cơ sở toàn quốc giai đoạn tháng 3–9 năm 2009.
Tháng 10 năm 2010, Phurbu Dhondup được bổ nhiệm làm Phó Địa trưởng, Thành viên Đảng tổ Văn phòng hành chính địa khu Sơn Nam. Sau đó 2 năm, ông là Ủy viên Đảng ủy, Tổng thư ký Địa ủy Sơn Nam trong 2 tháng rồi chuyển tới thủ phủ Lhasa, vào Ủy ban Thường vụ Thành ủy, phân về quận Thành Quan làm Bí thư Quận ủy. Sang tháng 8 năm 2013, ông được điều đến địa khu Nagqu nhậm chức Phó Bí thư Địa ủy, Bộ trưởng Bộ Tổ chức Địa ủy Nagqu. Được 2 năm thì ông trở lại địa khu Sơn Nam, được bầu làm Địa trưởng địa khu, thêm 1 năm nữa khi mà địa khu này được cải tổ thành địa cấp thị thì ông chuyển chức làm Phó Bí thư Thị ủy, Thị trưởng Sơn Nam. Đầu năm 2018, ông ứng cử và trúng cử là đại biểu của Đại hội Đại biểu Nhân dân toàn quốc khóa XIII từ Tây Tạng, nhiệm kỳ 2018–23.

### Cấp cao
Tháng 6 năm 2020, Phurbu được bổ nhiệm làm Phó Chủ tịch Chính phủ Nhân dân khu tự trị Tây Tạng. Ông vẫn kiêm nhiệm là Thị trưởng Sơn Nam cho đến cuối năm thì chuyển chức kiêm nhiệm là Bí thư Thị ủy Qamdo. Vào tháng 11 năm 2021, ông được bầu vào Ủy ban Thường vụ Khu ủy, miễn chức Phó Chủ tịch Chính phủ Tây Tạng, chuyển về tập trung lãnh đạo Qamdo cho đến ngày 11 tháng 4 năm 2022 thì được điều chuyển nhiệm vụ làm Bí thư Thành ủy Lhasa. Cuối năm này, ông tham gia Đại hội Đảng Cộng sản Trung Quốc lần thứ XX từ đoàn đại biểu Tây Tạng. Trong quá trình bầu cử tại đại hội, ông được bầu là Ủy viên dự khuyết Ủy ban Trung ương Đảng Cộng sản Trung Quốc khóa XX.